# 南澳隧道 (台9線)
南澳隧道是臺灣宜蘭縣南澳鄉的一座公路隧道，它屬於「蘇花公路安全提升計畫」（蘇花安）東澳至南澳路段的其中一座隧道（一號隧道），它穿越東澳至南澳山區並銜接蘇花改的蘇澳~東澳路段及南澳~和平路段，北起幸福高架橋，南迄蘇花改南澳交控中心，總長4.7公里。此隧道與蘇花改隧道（除仁水隧道）同規格並採雙孔單向設計，採用點排式通風系統，南北向各設置一車道，路肩為緊急救援車道及大客車專用道，車道約3.5公尺，隧道內限速70公里。

## 外部連結
- 台9線蘇花公路安全提升計畫環境影響說明書 行政院環境部 （页面存档备份，存于）